# Trg pobjede (Bukurešt)
Trg pobjede (rum. Piața Victoriei), središnji gradski trg u Bukureštu, glavnom gradu Rumunjske. Sjecište je brojnih ulica i avenija, među kojima i Avenije pobjede, najstarije ulice u gradu i središte je gradskoga života. Mjesto je održavanja brojnih kulturnih i zabavnih događaja, ali i prosvjeda i političkih skupova.
Na Trgu pobjede nalaze se brojne povijesne građevine, među kojima se ističe Palača pravde, sjedište rumunjske Vlade i njezina predsjednika, Nacionalni prirodoslovni muzej Grigore Antipa, Muzej geologije, Rumunjski seljački muzej i Institut za povijest Nicolae Iorga, zajedno s brojnim galerijama i drugim kulturnim ustanovama. Na trgu se nalazi spomenik posvećen rumunjskoj pješadiji poginuloj u dvama svjetskim ratovima.
Osim povijesnih građevina, na trgu se nalazi Bukureštanski središnji toranj (BTC) i BRD Toranj, jedni od najviših nebodera u Rumunjskoj.